# Парк имени 300-летия Омска
Парк 300-летия Омска — городская зона отдыха на левом берегу Омска, расположенная в пределах бульвара Архитекторов, проспекта Комарова и улицы Ватутина.

## История
Парк 300-летия Омска был заложен еще в 2001 году — тогда город праздновал 285-летний юбилей. Существовало множество проектов и планов преобразования этой территории, а обсуждения велись несколько лет. Властями Омска планировалось создать на этом месте национально-культурный комплекс. Также брались во внимание и сторонние проекты. Например, в 2007 году был создан самый масштабный из них — архитекторы из Москвы предложили сделать парк тематическим и более развлекательным:
"Парк 300-летия Омска будет построен на Левобережье между микрорайоном "Кристалл" и комплексом "Дворец Молодёжи". Он станет крупнейшим в Сибири центром развлечений. Построят его с привлечением  средств инвесторов. В крупнейшем месте отдыха города будут аквапарк, аттракционы, спортивно-оздоровительная зона, автогородок. Центральной станет площадь Европы - тематическая часть парка с сооружениями, отражающими архитектуру всех уголков Европы.
Парк 300-летия Омска будет работать круглогодично: большая часть аттракционов, спортвно-развлекательных комплексов, в том числе аквапарк, разместятся под крышей.
Стоимость проекта: 17 700 млн. руб.
Срок реализации: 2016 год."
Постепенно территории, которые планировалось отдать парку, были сданы в аренду, а проекты парка в Омске, которые были приняты к рассмотрению, так и не были реализованы. Парк 300-летия Омска превратился в спортивную зону с густым озеленением и был открыт к юбилею города.

## Обустройство
В парке располагается несколько уличных тренажеров, искусственное поле для игры в футбол, а также целый спортивный комплекс, предназначенный для сдачи ГТО. В парке оборудованы специальные дорожки для бега.

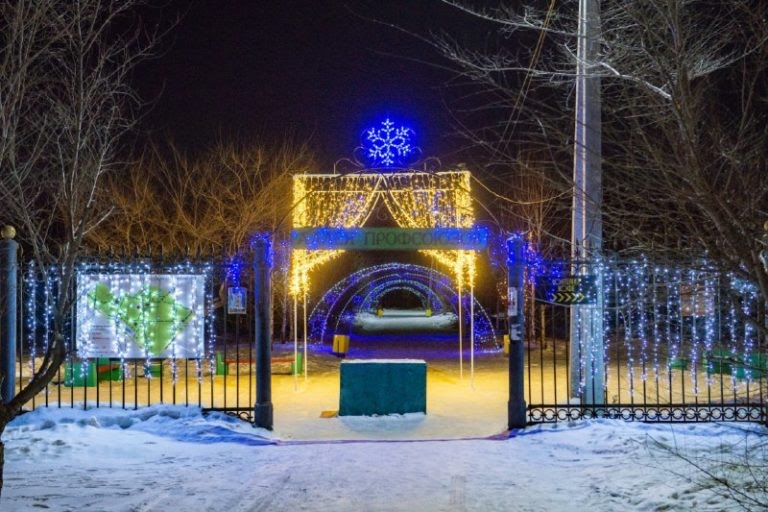

Во время новогодних праздников парк украшают гирляндами и разбивают ледяной городок.